# Mixed Nuts (film 1922)
Mixed Nuts è un cortometraggio muto del 1922 diretto da James Parrott e prodotto da Samuel Bischoff con Stan Laurel.
È stato creato riassemblando uno dei primi film di Stan Laurel, Nuts in May del 1917 ed aggiungendo spezzoni e scene dal film The Pest del 1922. Furono girate le sole scene necessarie per rendere coerenti le trame dei due diversi film.
Il cortometraggio prodotto nel 1922 fu proiettato nelle sale nel 1925.

## Trama
Secondo il montaggio dei due corti la storia dovrebbe essere così:
Stan Laurel è un venditore di libri e il suo preferito fra tutti quelli che possiede è la storia di Napoleone Bonaparte. Stan ne è talmente attratto che finisce per impazzire e credere che lui stesso sia il famoso condottiero, con tanto di bicorno. Dopo aver combinato tanti guai, Stan verrà catturato e condotto in una casa di cura.